# Schmalspurbahn Junglinster–Fels
| Streckenlänge: | 13 km               |                    |                    |
| Spurweite: | 1000 mm (Meterspur) |                    |                    |
| |                     |                    |                    |
| Betriebsstellen und Strecken |                     |                    |                    |
| \| \| \| von Luxemburg \| \| \| \| 0 \| Junglinster \| Junglinster \| \| \| \| nach Echternach \| \| \| \| \| Schwarze Ernz \| \| \| \| \| Bourglinster \| \| \| \| 4 \| Altlinster \| Altlinster \| \| \| 6 \| Koedingen \| Koedingen \| \| \| 8 \| Fischbach \| Fischbach \| \| \| \| \| \| \| \| 10 \| Heffingen \| Heffingen \| \| \| \| Steinbrüche Ernzen \| \| \| \| \| Ernzen \| \| \| \| 13 \| Fels \| Fels \| \| \| \| nach Cruchten \| \| |                     |                    |                    |
| Strecke (außer Betrieb) |                     | von Luxemburg      | von Luxemburg      |
| Bahnhof (Strecke außer Betrieb) | 0                   | Junglinster        | Junglinster        |
| Abzweig geradeaus und nach rechts (Strecke außer Betrieb) |                     | nach Echternach    | nach Echternach    |
| Brücke über Wasserlauf (Strecke außer Betrieb) |                     | Schwarze Ernz      | Schwarze Ernz      |
| Bahnhof (Strecke außer Betrieb) |                     | Bourglinster       | Bourglinster       |
| Bahnhof (Strecke außer Betrieb) | 4                   | Altlinster         | Altlinster         |
| Bahnhof (Strecke außer Betrieb) | 6                   | Koedingen          | Koedingen          |
| Bahnhof (Strecke außer Betrieb) | 8                   | Fischbach          | Fischbach          |
| Abzweig geradeaus und von links (Strecke außer Betrieb) · Strecke von rechts (außer Betrieb) |                     |                    |                    |
| Bahnhof (Strecke außer Betrieb) · Strecke (außer Betrieb) | 10                  | Heffingen          | Heffingen          |
| Strecke (außer Betrieb) · Betriebs-/Güterbahnhof Streckenende (Strecke außer Betrieb) |                     | Steinbrüche Ernzen | Steinbrüche Ernzen |
| Bahnhof (Strecke außer Betrieb) |                     | Ernzen             | Ernzen             |
| Bahnhof (Strecke außer Betrieb) | 13                  | Fels               | Fels               |
| Strecke (außer Betrieb) |                     | nach Cruchten      | nach Cruchten      |

Die Schmalspurbahn Junglinster–Fels war ein Projekt einer Schmalspurbahn mit 1000 mm Spurweite in Luxemburg. Von der geplanten 13 km langen Strecke samt 1,6 km langem Anschlussgleis zu den Steinbrüchen Ernzen wurde nur der 4,5 km lange Abschnitt von Fels bis zu den Steinbrüchen Ernzen 1929 eröffnet, auf dem Abschnitt Junglinster–Heffingen wurden trotz fertiggestelltem Planum keine Gleise verlegt.

## Geschichte
Die Steinbrüche um Fels und Ernzen benötigten um 1900 dringend einen direkten Eisenbahnanschluss. Bereits 1882 war deswegen die Schmalspurbahn Cruchten–Fels eröffnet worden. Allerdings mussten noch sämtliche Steine mit Fuhrwerken zum Bahnhof Fels transportiert werden, da kein Steinbruch ein eigenes Anschlussgleis erhielt.
Um 1900 wurde erstmals eine neue Schmalspurbahn projektiert, die Schmalspurbahn Cruchten–Fels sollte so in Junglinster mit der im Bau befindlichen Schmalspurbahn Luxemburg–Echternach verbunden werden. Als Betreiber der Vizinalbahn vom Staat geplanten Strecke sollte die Gesellschaft, welche die Schmalspurbahn Luxemburg–Echternach betrieb, das Vorrecht erhalten. Die Baukosten sollten insgesamt circa 1,3 Millionen Franken betragen, an Betriebsmitteln sollten drei Dampflokomotiven, fünf Personenwagen und etwa 20 Güterwagen angeschafft werden.
Vorerst passierte aber nichts, erst 1910 bewarben sich die Luxemburger Sekundärbahnen für den Betrieb, den Bau sollte nach dem Gesetz vom März 1911 der Staat übernehmen. Da erst noch die benötigten Geldmittel beschafft werden mussten, wurden erst 1913 die ersten für den Bahnbau benötigten Grundstücke erworben. Nach dem Ausbruch des Ersten Weltkrieges kam der Grundstückserwerb vorerst zum Erliegen, als Notstandsarbeit wurden allerdings erste Einschnitte angelegt. Bis zum Kriegsende wurde so die Trasse bis etwa zum Streckenkilometer 12,6 weitgehend fertiggestellt. Um in Fels einen entsprechenden Durchgangsbahnhof zu schaffen, wurde auf Staatskosten nach 1918 bei Larochette die Schmalspurbahn Cruchten–Fels neu trassiert und der Bahnhof verlegt. Diese Arbeiten zogen sich bis 1930 hin, mittlerweile waren die Baukosten auf über 5,5 Millionen Franken angestiegen.
1929 wurde der 4,5 km lange Abschnitt Steinbrüche Ernzen–Fels für den Güterverkehr eröffnet, Personenverkehr fand nicht statt. Es war die letzte in Luxemburg eröffnete Schmalspurbahn, auf der restlichen Strecke wurde trotz des fertiggestellten Unterbaus kein Oberbau mehr verlegt.
Betrieben wurde die Strecke zusammen mit der Schmalspurbahn Cruchten–Fels durch die Luxemburger Sekundärbahnen, da eine andere Gesellschaft das kurze Streckenstück nicht hätte wirtschaftlich durchführen können.
Die Anbindung der Steinbrüche kam jedoch zu spät, die Strecke konnte nie verlustfrei betrieben werden. 1934 wurden die Luxemburger Sekundärbahnen durch die staatliche Gesellschaft Chemins de fer à voie étroite de l’État (CVE) übernommen, die ihrerseits die sofortige Einstellung des Betriebs plante. Das Vorhaben wurde nach dem Einmarsch der Wehrmacht in Luxemburg 1940 vorerst fallengelassen.
Spätestens 1940 wurden auch einzelne Personenzüge bis Heffingen geführt. Im Herbst 1944 kam nach dem deutschen Rückzug der Verkehr zum Erliegen, erst im Frühjahr 1945 wurde der Betrieb wieder aufgenommen.
Die neugegründete Chemins de Fer Luxembourgeois stellte im Mai 1948 den defizitären Betrieb ein und ließ 1949/50 die Strecke abbauen.